# Cyrtomium pseudocaryotideum
Cyrtomium pseudocaryotideum là một loài dương xỉ trong họ Dryopteridaceae. Loài này được J.P. Roux mô tả khoa học đầu tiên năm 2011.
Danh pháp khoa học của loài này chưa được làm sáng tỏ. 